# جائزة أستراليا الكبرى للدراجات النارية 1994
جائزة أستراليا الكبرى للدراجات النارية 1994 هو سباق دراجات نارية أقيم بتاريخ 27 مارس 1994. كان الجولة الأولى من أصل 14 في سباق الجائزة الكبرى للدراجات النارية موسم 1994. فاز جون كوسينسكي بفئة الموتو جي بي بينما جاء لوكا كادالورا في المركز الثاني وحصل على المركز الثالث ميك دوهان.

## وصلات خارجية
- الموقع الرسمي